# Bârlad
Bârlad est une ville de Roumanie située dans le județ de Vaslui, en Moldavie, et baignée par la rivière Bârlad.
Bârlad est une ville de deuxième catégorie avec un taux du chômage au-dessus de la moyenne du pays (16 %). Mais il y a toujours une activité culturelle importante : théâtre, musées (d'histoire, d'art classique et moderne). Chaque année y est organisé un festival : Les journées culturelles de Bârlad.

## Histoire
Son territoire, initialement très boisé, a été habité depuis le IVe millénaire av. J.-C., avant que les Daces, des Thraces de langue iranienne, ne s'installent au IIe millénaire av. J.-C.. Au IIIe siècle avant notre ère, des Celto-Germains, les Bastarnes, viennent les rejoindre. À partir du Ier siècle de notre ère, la proximité de l'Empire romain fait du latin populaire une lingua franca et les populations locales sont progressivement romanisées. Les grandes invasions les contraignent à se réfugier le long des vallées affluentes de la rivière Bârlad, dans les clairières de la forêt, où elles se mélangent aux slaves arrivés à partir du VIe siècle de notre ère, pour donner finalement une population nommée « Valaques » dans les documents byzantins et médiévaux, et « Roumains » aujourd'hui.
Au Moyen Âge (XIIe siècle), un voévodat de Bârlad est mentionné comme vassal et allié de la principauté de Galicie-Volhynie, Bârlad étant une cité marchande payant également tribut à la Hongrie, aux Tatars de la Horde d'or et aux Iasses voisins. Ces tributs étaient le prix à payer pour commercer en paix au carrefour des routes qui reliaient les pays du bassin de la Mer Noire à l'Europe centrale et aux pays de l'est de l'Europe jusqu’à la mer Baltique.
En 1359, la Moldavie devient un voévodat indépendant réunissant entre autres les Iasses et le voévodat de Bârlad qui du XVe siècle au XVIIIe siècle devient la capitale de la moitié Sud du pays (Țara de Jos) avec les ports danubiens de Galați, Oblucița et Chilia où les Génois ont des comptoirs. Cela assure à Bârlad une certaine prospérité, qui sera mise à mal par les guerres moldo-ottomanes des XVIe siècle et XVIIe siècle. Elle devient une petite ville de province, simple marché agricole local.
Comme toute la Roumanie, Bârlad a souffert des régimes dictatoriaux carliste, fasciste et communiste de février 1938 à décembre 1989, mais connaît à nouveau la démocratie et renaît économiquement et culturellement depuis la révolution de 1989 et depuis son entrée dans l’Union européenne en 2007.
Au long de son histoire Bârlad a été détruite maintes fois : invasions, incendies, inondations. La dernière en date a eu lieu en 1977 lors d'un grand tremblement de terre.

## Politique
| Période                                  | Période  | Identité                  | Étiquette | Qualité |
| ---------------------------------------- | -------- | ------------------------- | --------- | ------- |
| Les données manquantes sont à compléter. |          |                           |           |         |
| 2004                                     | 2016     | Constantin Constantinescu | PSD       |         |
| 2016                                     | En cours | Dumitru Boroș             | PNL       |         |

## Personnalités
- Hélène Bibesco (1855-1902).
- Martin Bercovici (1902-1971), ingénieur.
- Marcus Eli Ravage (1884-1965), écrivain juif américain immigrant, est né à Bârlad.
- Sandu Ciorăscu (1966-), ancien joueur de rugby à XV, est né à Bârlad.
- Andreea Răducan (1983-), championne olympique et du monde de gymnastique.